# Real Steel
Pour plus de détails, voir Fiche technique et Distribution.
Real Steel ou Gants d’acier au Québec est un film de science-fiction américano-indien réalisé par Shawn Levy, sorti en 2011.

## Synopsis
En 2020, la boxe a évolué pour devenir un sport high-tech. Charlie Kenton, un ancien boxeur, a perdu toute chance de remporter le championnat depuis que les humains ont été remplacés sur le ring par des robots d'acier de 900 kg et de 2,40 m de haut. À présent, il n'est plus qu'un manager minable qui utilise des robots bas de gamme fabriqués à partir de pièces de récupération. Il gagne juste assez pour survivre d'un combat à l'autre.
Lorsque l'ex-femme de Charlie meurt, il doit s'occuper de la garde de son fils Max, qu'il a perdu de vue depuis plusieurs années, tandis que la sœur de son ex-femme veut avoir la garde de son neveu. Charlie propose au mari de cette dernière que, pour 100 000 dollars, il leur confiera la garde de l'enfant au retour de leurs vacances en Italie. Il doit donc s'en occuper pendant deux mois, durant lesquels il accepte à contrecœur de faire équipe avec son fils pour construire et entraîner un champion. Dans l'arène où tous les coups sont permis, les enjeux sont plus élevés qu'ils ne l'ont jamais été. Contre toute attente, Charlie et Max ont une chance, une seule, de faire leur grand retour dans la boxe.

## Fiche technique
Sauf indication contraire, les informations mentionnées dans cette section peuvent être confirmées par les bases de données cinématographiques IMDb et Allociné,  présentes dans la section « Liens externes ».
- Titre original et français : Real Steel
- Titre québécois : Gants d’acier[1]
- Réalisation : Shawn Levy
- Scénario : John Gatins, d'après une histoire de Dan Gilroy et Jeremy Leven, basée sur la nouvelle L'Indéracinable (Steel)[2] de Richard Matheson
- Musique : Danny Elfman
- Direction artistique : Seth Reed, Tino Schaedler, Jason Baldwin Stewart et Jeff Wisniewski
- Décors : Tom Meyer
- Costumes : Marlene Stewart
- Photographie : Mauro Fiore
- Son : Craig Henighan, Edward J. Hernandez, Paul Massey, Erin Michael Rettig
- Montage : Dean Zimmerman
- Production : Shawn Levy, Susan Montford et Don Murphy
  - Production déléguée : Josh McLaglen, Mary McLaglen, Jack Rapke (en), Steven Spielberg, Steve Starkey et Robert Zemeckis
  - Production associée : Ron Ames
  - Coproduction : Rick Benattar et Eric Hedayat
- Sociétés de production :
  - États-Unis : 21 Laps Entertainment, Angry Films et ImageMovers, présenté par Dreamworks Pictures et Touchstone Pictures
  - Inde : présenté par Reliance Entertainment
- Sociétés de distribution : Walt Disney Studios Motion Pictures (États-Unis, Québec, Belgique, Suisse romande)[3] ; Reliance Entertainment (Inde) ; The Walt Disney Company France (France)[4]
- Budget : 80 millions USD[5] ; 110 millions USD[6]
- Pays de production :  États-Unis,  Inde[7]
- Langues originales : anglais, ukrainien
- Format : couleur (DeLuxe) — 35 mm — 2,35:1 — son SDDS / Dolby Digital / Datasat
- Genre : science-fiction, action, drame
- Durée : 127 minutes
- Dates de sortie[8] :
  - États-Unis, Québec, Inde : 7 octobre 2011[1]
  - France, Suisse romande : 19 octobre 2011[9],[10]
  - Belgique : 30 novembre 2011[11]
- Classification[12] :
  - États-Unis : accord parental recommandé, film déconseillé aux moins de 13 ans (PG-13 - Parents Strongly Cautioned)[N 1]
  - Inde : accord parental pour les moins de 14 ans (contenant des scènes ou des paroles équivoques) (U/A - Unrestricted Public Exhibition - With Parental Guidance)
  - France : tous publics (conseillé à partir de 8 ans)[9],[13]
  - Belgique : tous publics (Alle Leeftijden)[11]
  - Suisse romande : interdit aux moins de 10 ans[14]
  - Québec : tous publics (G - General Rating)[1]

## Distribution
Sauf indication contraire, les informations mentionnées dans cette section peuvent être confirmées par la base de données cinématographiques IMDb,  présente dans la section « Liens externes ».

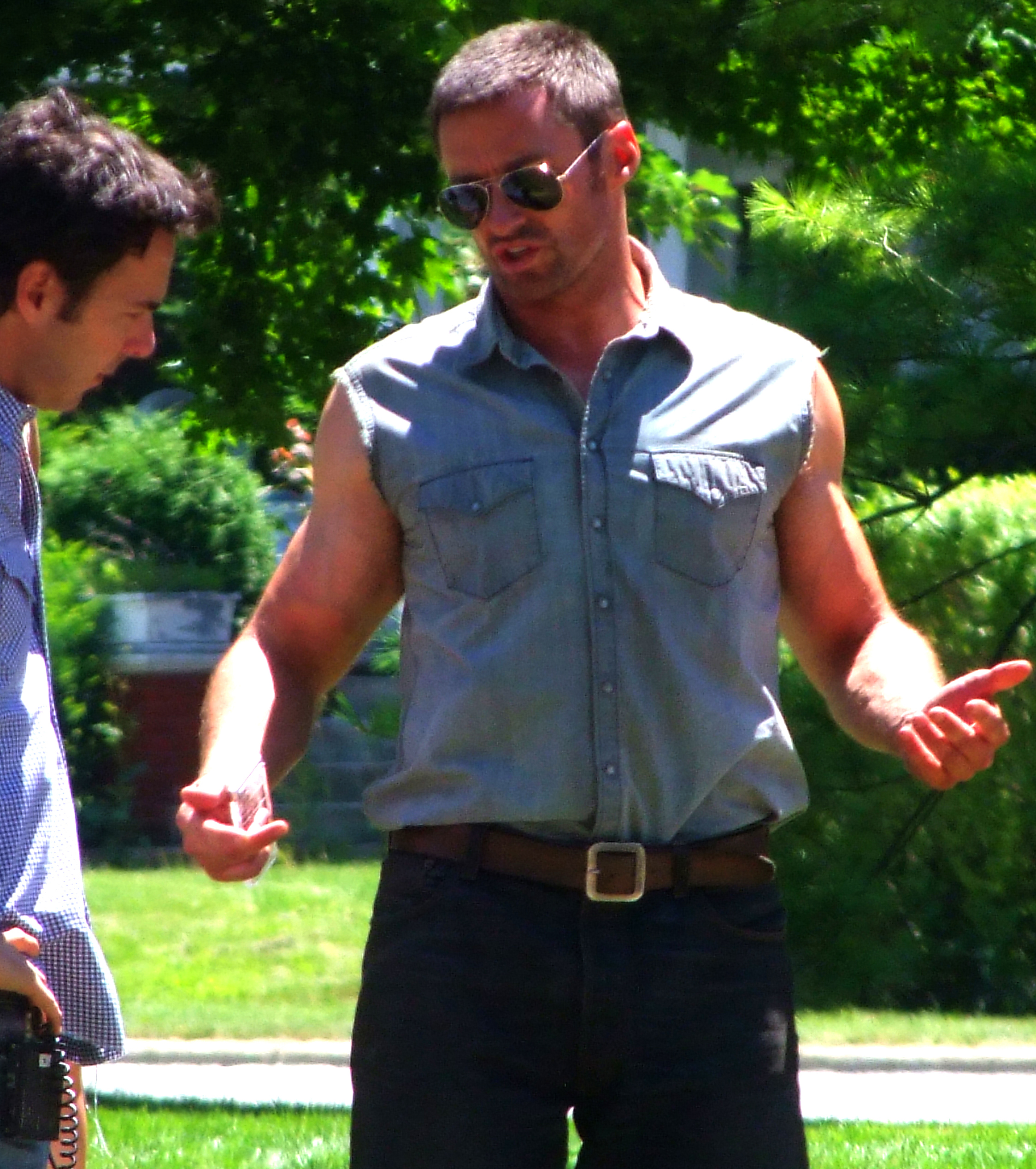
Hugh Jackman et Shawn Levy en juillet 2010, sur le tournage de Real Steel.

- Hugh Jackman (V.F. : Joël Zaffarano ; V.Q. : Daniel Picard) : Charlie Kenton
- Dakota Goyo (V.F. : Tom Trouffier ; V.Q. : Nicolas Poulin) : Max Kenton
- Evangeline Lilly (V.F. : Vanina Pradier ; V.Q. : Catherine Proulx-Lemay) : Bailey Tallet
- Anthony Mackie (V.F. : Lucien Jean-Baptiste ; V.Q. : Patrice Dubois) : Finn
- Kevin Durand (V.F. : Guillaume Orsat ; V.Q. : Patrick Chouinard) : Ricky
- James Rebhorn (V.F. : Guy Chapelier ; V.Q. : Jacques Lavallée) : Marvin
- Hope Davis (V.F. : Marie-Laure Dougnac ; V.Q. : Valérie Gagné) : Tante Debra
- Phil LaMarr (V.F. : Jean-Baptiste Anoumon) : le commentateur ESPN
- Olga Fonda (V.F. : Barbara Beretta) : Farra Lemkova
- David Alan Basche (V. F. : Xavier Fagnon ; V.Q. : Alexis Lefebvre) : Herb, le commentateur ESPN
- Karl Yune (V.F. : Marc Perez) : Tak Mashido
- John Gatins (VF : Emmanuel Garijo) : Kingpin

Légende : Version Française = V.F. ; Version Québécoise = V.Q.

## Production

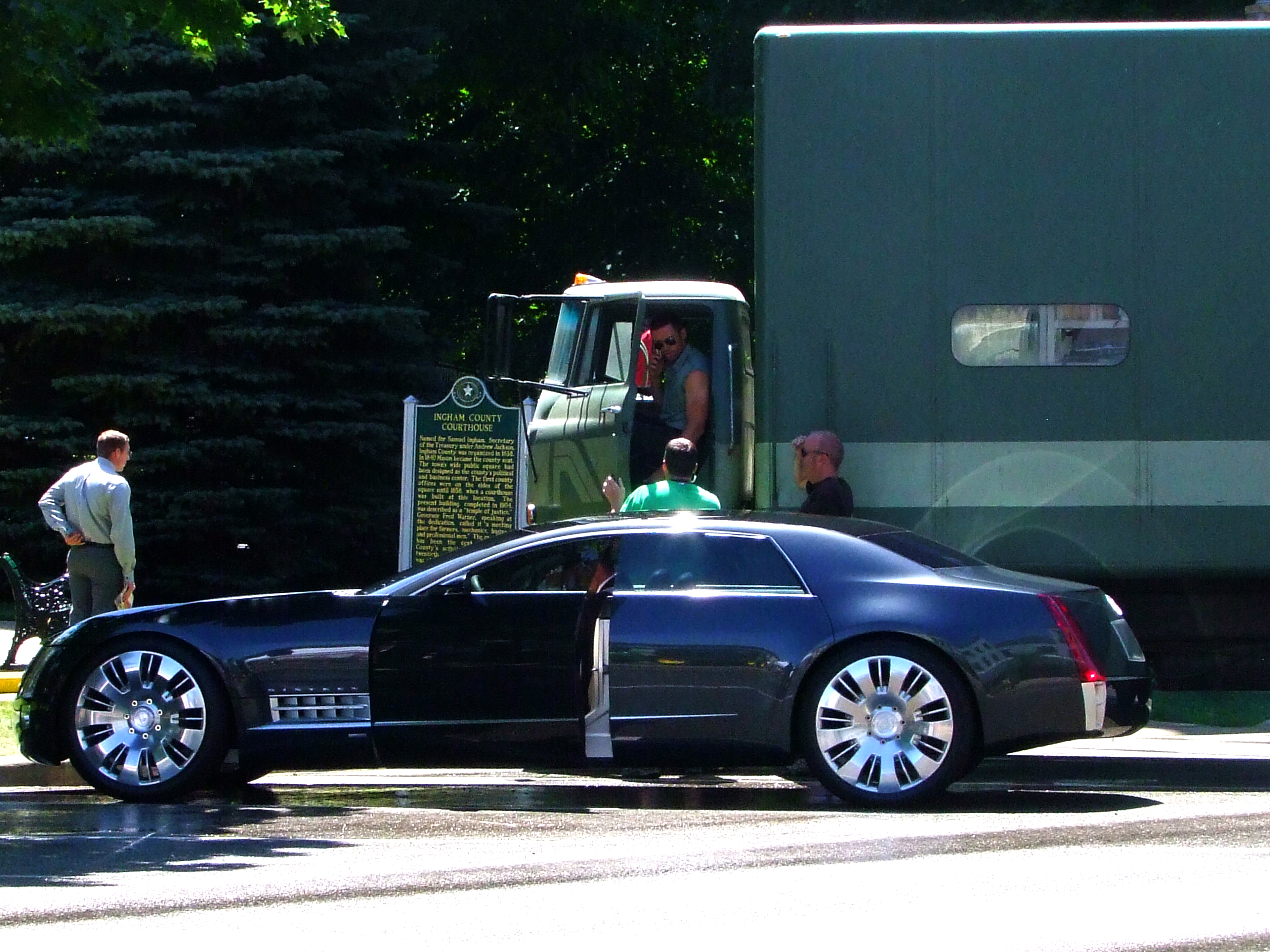
Tournage du film

### Scénario
Le scénario original est écrit par Dan Gilroy d'après la nouvelle L'Indéracinable (Steel) de Richard Matheson (1956) et acheté par DreamWorks en 2005 ou 2003 (les sources diffèrent) pour 850 000 dollars. Il fait partie des dix-sept projets que DreamWorks récupéra lors de sa séparation d'avec Paramount Pictures en 2008. Le projet a été assigné à Shawn Levy en septembre 2009, et Hugh Jackman a été embauché en novembre 2009 pour 9 000 000 de dollars. Le même mois, le projet a été lancé par les producteurs Steven Spielberg et Stacey Snider de DreamWorks. Les Bohem et Jeremy Leven travaillaient sur le scénario de Dan Gilroy, et en 2009 John Gatins en fit une nouvelle version. Quand Levy rejoignit le projet, il travailla avec Gatins sur le scénario pendant six semaines.

### Tournage
Le tournage a commencé en juin 2010 et s'est achevé le 15 octobre 2010.

## Bandes originales

### Music From the Motion Picture
Cet album reprend des chansons présentes dans le film. On retrouve le titre Fast Lane du groupe Bad Meets Evil (Royce da 5'9" et Eminem). On retrouve d'autres chansons de rap ainsi que des artistes davantage pop rock comme Limp Bizkit ou Foo Fighters. Fan de The Crystal Method, le réalisateur Shawn Levy a convié le groupe qui a enregistré un titre inédit.
| Liste des titres | Liste des titres                 | Liste des titres     | Liste des titres | Liste des titres | Liste des titres | Liste des titres | Liste des titres | Liste des titres | Liste des titres |
| No               | Titre                            | Interprètes          | Durée            |                  |                  |                  |                  |                  |                  |
| ---------------- | -------------------------------- | -------------------- | ---------------- | ---------------- | ---------------- | ---------------- | ---------------- | ---------------- | ---------------- |
| 1.               | Fast Lane                        | Bad Meets Evil       | 4:12             |                  |                  |                  |                  |                  |                  |
| 2.               | Here's A Little Something For Ya | Beastie Boys         | 3:09             |                  |                  |                  |                  |                  |                  |
| 3.               | Miss The Misery                  | Foo Fighters         | 4:32             |                  |                  |                  |                  |                  |                  |
| 4.               | The Enforcer                     | 50 Cent              | 3:25             |                  |                  |                  |                  |                  |                  |
| 5.               | Make Some Noise (Put 'em Up)     | The Crystal Method   | 3:27             |                  |                  |                  |                  |                  |                  |
| 6.               | 'Till I Collapse                 | Eminem               | 4:59             |                  |                  |                  |                  |                  |                  |
| 7.               | One Man Army                     | The Prodigy          | 4:15             |                  |                  |                  |                  |                  |                  |
| 8.               | Give It A Go                     | Timbaland & Veronica | 4:20             |                  |                  |                  |                  |                  |                  |
| 9.               | The Midas Touch                  | Tom Morello          | 3:28             |                  |                  |                  |                  |                  |                  |
| 10.              | Why Try                          | Limp Bizkit          | 2:53             |                  |                  |                  |                  |                  |                  |
| 11.              | Torture                          | Rival Sons           | 3:37             |                  |                  |                  |                  |                  |                  |
| 12.              | All My Days                      | Alexi Murdoch        | 4:56             |                  |                  |                  |                  |                  |                  |
| 13.              | Kenton                           | Danny Elfman         | 1:40             |                  |                  |                  |                  |                  |                  |
| 48:53            |                                  |                      |                  |                  |                  |                  |                  |                  |                  |

### Original Motion Picture Score
Albums de Danny Elfman
Restless
(2011) Dark Shadows
(2012)
| Liste des titres | Liste des titres           | Liste des titres | Liste des titres | Liste des titres | Liste des titres | Liste des titres | Liste des titres | Liste des titres | Liste des titres |
| No               | Titre                      | Durée            |                  |                  |                  |                  |                  |                  |                  |
| ---------------- | -------------------------- | ---------------- | ---------------- | ---------------- | ---------------- | ---------------- | ---------------- | ---------------- | ---------------- |
| 1.               | Charlie Trains Atom        | 1:59             |                  |                  |                  |                  |                  |                  |                  |
| 2.               | On The Move                | 2:39             |                  |                  |                  |                  |                  |                  |                  |
| 3.               | Into The Zoo               | 1:02             |                  |                  |                  |                  |                  |                  |                  |
| 4.               | Why We're Here (feat. Poe) | 0:55             |                  |                  |                  |                  |                  |                  |                  |
| 5.               | Meet Atom                  | 3:17             |                  |                  |                  |                  |                  |                  |                  |
| 6.               | It's Your Choice           | 1:28             |                  |                  |                  |                  |                  |                  |                  |
| 7.               | Safe With Me               | 2:57             |                  |                  |                  |                  |                  |                  |                  |
| 8.               | Atom Versus Twin Cities    | 3:12             |                  |                  |                  |                  |                  |                  |                  |
| 9.               | ...For A Kiss              | 0:56             |                  |                  |                  |                  |                  |                  |                  |
| 10.              | Get In The Truck           | 1:12             |                  |                  |                  |                  |                  |                  |                  |
| 11.              | Bonding                    | 2:01             |                  |                  |                  |                  |                  |                  |                  |
| 12.              | Twin Cities' Intro         | 1:20             |                  |                  |                  |                  |                  |                  |                  |
| 13.              | Parkway Motel (feat. Poe)  | 1:47             |                  |                  |                  |                  |                  |                  |                  |
| 14.              | This Is A Brawl            | 1:48             |                  |                  |                  |                  |                  |                  |                  |
| 15.              | You Deserve Better         | 4:02             |                  |                  |                  |                  |                  |                  |                  |
| 16.              | Into The Ring              | 1:12             |                  |                  |                  |                  |                  |                  |                  |
| 17.              | Taking A Beating           | 1:33             |                  |                  |                  |                  |                  |                  |                  |
| 18.              | Final Round                | 6:53             |                  |                  |                  |                  |                  |                  |                  |
| 19.              | People's Champion          | 2:06             |                  |                  |                  |                  |                  |                  |                  |
| 0:42:19          |                            |                  |                  |                  |                  |                  |                  |                  |                  |

## Accueil

### Sortie

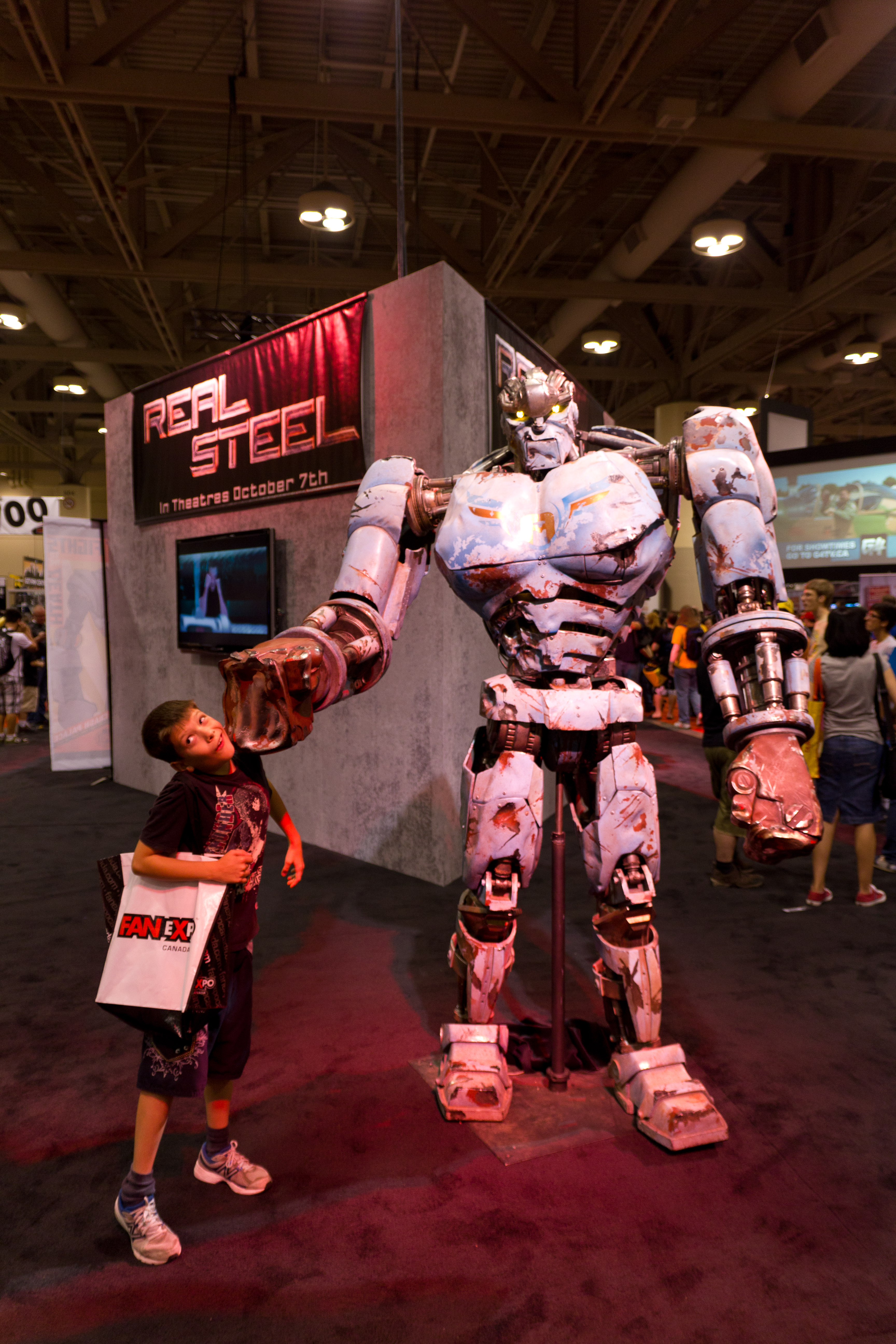
Stand du film à la Fan Expo Canada en 2011

DreamWorks a sorti la première bande annonce du film en décembre 2010. En mai 2011, le studio a sorti une deuxième bande annonce. DreamWorks s'est arrangé avec Virgin America pour qu'elle donne le nom de film à l'une de ses Airbus A320, et la photo de l'un des robots est affiché sur les fuselages.
Real Steel est présenté pour la première fois le 6 septembre 2011 à Paris dans la salle Le Grand Rex. Aux États-Unis, le film est présenté le 2 octobre à Los Angeles au Gibson Amphitheatre. Il est sorti officiellement le 6 octobre 2011 en Australie, puis est sorti le 7 octobre sur le territoire des États-Unis et de Canada. Au début, la sortie de film aux États-Unis a été planifiée pour le 18 octobre mais a été avancée pour éviter la concurrence avec la première partie de Twilight, chapitre IV : Révélation.

### Accueil critique
Real Steel a reçu des critiques mitigées. Selon le site Rotten Tomatoes, 59 % des 192 critiques recueillies étaient positives et le film obtient alors une note de 5,8 sur 10. Metacritic lui donne une note de 56 sur 100 en se basant sur 34 critiques
Roger Ebert du Chicago Sun-Times lui a attribué trois étoiles sur quatre.

### Box-office
- Le budget du film est de 110 000 000 de dollars[6].
- Real Steel a récolté 85 120 796 de dollars en Amérique du Nord et 210 000 000 de dollars dans le reste du monde et, au 21 janvier 2012, le film a récolté 295 120 796 de dollars[39]. En Amérique du Nord, il a été classé no 1 durant le premier jour de son exploitation en récoltant 8 500 000 de dollars durant le premier jour et 27 300 000 de dollars durant le premier weekend[40].

## Distinctions

### Récompenses
- BMI Film and TV Awards 2012 : Prix BMI de la meilleure musique de film pour Danny Elfman
- Young Artist Awards 2012 : meilleur jeune acteur dans un long métrage pour Dakota Goyo

### Nominations
- IGN Summer Movie Awards 2011 : meilleur film de science-fiction
- Academy of Science Fiction, Fantasy and Horror Films - Saturn Awards 2012 : meilleur jeune acteur pour Dakota Goyo
- Golden Trailer Awards 2012 : spot TV le plus original
- International Film Music Critics Award (IFMCA) 2012 :
  - Meilleure musique originale pour un film d'action / aventure / thriller pour Danny Elfman
  - Composition musicale de film de l'année pour Danny Elfman (round final)
- Oscars 2012 : meilleurs effets visuels pour Swen Gillberg, Erik Nash, John Rosengrant et Danny Gordon Taylor

## Éditions en vidéo
- En France, le film Real Steel est sorti en DVD et Blu-ray le 22 février 2012[43],[44] et en VOD le 13 avril 2017[9].
- Au Québec, le film est sorti en DVD / Blu-ray le 24 janvier 2012[45].

## Suite
En avril 2011, DreamWorks annonce qu'une suite est en préparation, avec John Gatins chargé d'écrire le scénario.